# Hedvig von Numers
Hedvig Konstantia Fredrika von Numers, född Ehrenstam 18 oktober 1830 i Karlskrona, död 24 september 1863 i Stockholm, var en svensk författare. Hon var dotter till statsrådet Johan Fredrik Ehrenstam och Constantia Sophia Carolina af Trolle.
Hedvig von Numers växte delvis upp under inflytande av gustavianska traditioner och ägnade sig till en början åt dramatiskt skriftställeri och debuterade 1855 med en översättning från franska och ett originallustspel, Den orientaliska frågan. Men egentligt uppseende väckte först hennes nästa stycke, På Gröna Lund (1856), en skildring ur livet från den gustavianska epoken, med Bellman som huvudfigur. Pjäsen spelades såväl i Stockholm som i landsorten under flera år. Det prisbelönta stycket Andra tider, andra seder (lustspel med sång i 5 akter, 1857) skrev hon under en tävling. Flera andra verk, dels original, dels bearbetningar för scenen samt bidrag till kalendrar, tillhörde dessa och närmast följande år. 1858 gifte hon sig med protokollssekreteraren i finska senaten C.J.O. von Numers och bosatte sig i Helsingfors. Samma år utkom hennes Dikter och 1859 teaterstycket Ett äfventyr i Humlegården under Carl Israel Hallmans tid. Sedan var hon mest sysselsatt med romaner och noveller, som i flera fall blev uppskattade av omvärlden.
Hon gifte sig 1858 med Karl Johan Oskar von Numers (1814–1881).

## Verk
- På Gröna Lund (1856)[3]
- Andra tider, andra seder (1857)
- Dikter af H.C.F. (1858)
- Ett äfventyr i Humlegården under Carl Israël Hallmans tid (1859)
- Studentens flammor (1860)
- Stora verldens lycka (1861)
- Andeskådaren (1863)
- Agatringen (1864)
- Tre noveller (1867)